# Роман Полак
Роман Полак (чеськ. Roman Polák, нар. 28 квітня 1986, Острава) — чеський хокеїст, захисник клубу НХЛ «Торонто Мейпл-Ліфс». Гравець збірної команди Чехії.

## Ігрова кар'єра
Хокейну кар'єру розпочав 2004 року в ЗХЛ виступами за команду «Кутенай Айс».
2004 року був обраний на драфті НХЛ під 180-м загальним номером командою «Сент-Луїс Блюз». 
Сезон 2005/06 провів у чеському клубі «Вітковіце»
9 жовтня 2006 дебютував у «Сент-Луїс Блюз» в матчі проти «Анагайм Дакс». Після двох сезонів у складі фарм-клубу «Блюз» - «Пеорія Райвермен», Роман почав сезон 2008-09 знову в складі «Сент-Луїса». Забив свій перший гол в НХЛ 20 грудня 2008 року, проти «Міннесота Вайлд». Завершив сезон з 15 очками в 69 іграх і 24 липня 2009 року переуклав контракт на два роки.
Закріпившись в основному складі «блюзменів» 2 червня 2011 року Полак підписує п'ятирічний контракт з «Сент-Луїсом».
28 червня 2014 обміняний до «Торонто Мейпл-Ліфс» на Карла Гуннарссона.
22 лютого 2016 року «Торонто» обміняло Полака та нападника Ніка Сполінга до «Сан-Хосе Шаркс» на нападника Раффі Торреса і право вибору в других раундах драфту 2017 і 2018 років.
2 липня 2016 року Полак повернувся до «Мейпл-Ліфс» та уклав однорічний контракт. 23 березня 2017 року Полак отримав невеличке ушкодження після зіткнення з форвардом «Колумбус Блю-Джекетс» Олівером Бйоркстрандом.

## Статистика

### Клубні виступи
| 2004–05      | «Кутенай Айс»        | ЗХЛ          | 65  | 5  | 18 | 23  | 85  | 9  | 0 | 0 | 0 | 6  |
| 2005–06      | «Вітковіце»          | ЧЕ           | 37  | 0  | 1  | 1   | 16  | 6  | 0 | 0 | 0 | 6  |
| 2006–07      | «Сент-Луїс Блюз»     | НХЛ          | 19  | 0  | 0  | 0   | 6   | —  | — | — | — | —  |
| 2006–07      | «Пеорія Райвермен»   | АХЛ          | 53  | 4  | 8  | 12  | 66  | —  | — | — | — | —  |
| 2007–08      | «Пеорія Райвермен»   | АХЛ          | 34  | 0  | 7  | 7   | 33  | —  | — | — | — | —  |
| 2007–08      | «Сент-Луїс Блюз»     | НХЛ          | 6   | 0  | 1  | 1   | 0   | —  | — | — | — | —  |
| 2008–09      | «Сент-Луїс Блюз»     | НХЛ          | 69  | 1  | 14 | 15  | 45  | 4  | 0 | 0 | 0 | 0  |
| 2009–10      | «Сент-Луїс Блюз»     | НХЛ          | 78  | 4  | 17 | 21  | 59  | —  | — | — | — | —  |
| 2010–11      | «Сент-Луїс Блюз»     | НХЛ          | 55  | 3  | 9  | 12  | 33  | —  | — | — | — | —  |
| 2011–12      | «Сент-Луїс Блюз»     | НХЛ          | 77  | 0  | 11 | 11  | 57  | 9  | 0 | 0 | 0 | 19 |
| 2012–13      | «Вітковіце»          | ЧЕ           | 22  | 2  | 6  | 8   | 10  | —  | — | — | — | —  |
| 2012–13      | «Сент-Луїс Блюз»     | НХЛ          | 48  | 1  | 5  | 6   | 48  | 6  | 0 | 1 | 1 | 2  |
| 2013–14      | «Сент-Луїс Блюз»     | НХЛ          | 72  | 4  | 9  | 13  | 71  | 6  | 0 | 1 | 1 | 4  |
| 2014–15      | «Торонто Мейпл-Ліфс» | НХЛ          | 56  | 5  | 4  | 9   | 48  | —  | — | — | — | —  |
| 2015–16      | «Торонто Мейпл-Ліфс» | НХЛ          | 55  | 1  | 12 | 13  | 56  | —  | — | — | — | —  |
| 2015–16      | «Сан-Хосе Шаркс»     | НХЛ          | 24  | 0  | 3  | 3   | 16  | 24 | 0 | 0 | 0 | 15 |
| 2016–17      | «Торонто Мейпл-Ліфс» | НХЛ          | 75  | 4  | 7  | 11  | 65  | 2  | 0 | 0 | 0 | 0  |
| Усього в НХЛ | Усього в НХЛ         | Усього в НХЛ | 634 | 23 | 92 | 115 | 504 | 51 | 0 | 2 | 2 | 40 |

### Збірна
| Рік                | Команда            | Турнір             | Місце              | І  | Г | П | О | ШХ |
| ------------------ | ------------------ | ------------------ | ------------------ | -- | - | - | - | -- |
| 2004               | Чехія Ю18          | ЮЧС18              | 3                  | 7  | 0 | 0 | 0 | 8  |
| 2005               | Чехія М20          | МЧС                | 3                  | 7  | 0 | 2 | 2 | 4  |
| 2006               | Чехія              | МЧС                | 6-е                | 6  | 0 | 2 | 2 | 6  |
| 2009               | Чехія              | ЧС                 | 6-е                | 7  | 0 | 1 | 1 | 6  |
| 2010               | Чехія              | ОІ                 | 7-е                | 5  | 0 | 0 | 0 | 4  |
| 2014               | Чехія              | ЧС                 | 4-е                | 1  | 0 | 0 | 0 | 0  |
| 2016               | Чехія              | КС                 | 6-е                | 3  | 0 | 1 | 1 | 0  |
| Молодіжна збірна   | Молодіжна збірна   | Молодіжна збірна   | Молодіжна збірна   | 20 | 0 | 4 | 4 | 18 |
| Національна збірна | Національна збірна | Національна збірна | Національна збірна | 16 | 0 | 2 | 2 | 10 |